# Gedenkzuil van de Franciscanessen van Roosendaal
De gedenkzuil van de Franciscanessen van Roosendaal is een keramieken beeldengroep op een betonnen achterwand. Het staat rechts naast de Sint-Petrus-en-Pauluskathedraal in de Henck Arronstraat in Paramaribo, Suriname.
Het beeld werd op 29 januari 2014 onthuld door zuster Egno Monk en de vanuit Nederland overgekomen algemeen overste Margriet van der Vliet, in het bijzijn van bisschop Choennie en tal van genodigden.
De Franciscanessen van Roosendaal zijn in Suriname aanwezig vanaf 1856 toen zes zusters van deze orde zich in Paramaribo vestigden. Sinds 2003 was Engo Monk de enig overgeblevene. Zij werd geboren in 1942 en overleed in 2019. Haar afscheid, tijdens een plechtige eucharistieviering op 21 januari 2018 in de kathedraal, luidde daarom het einde in van een periode van 162 jaar van de Franciscanessen in Paramaribo.
Het gedenkteken werd gemaakt door Leo Wong Loi Sing, een Surinaams kunstenaar die vaker werk heeft gemaakt voor het Bisdom Paramaribo. Het monument drukt een een golf uit die de zusters overzee naar Suriname heeft gebracht. In het kunstwerk is Egno Monk prominent afgebeeld met een kind in haar handen, symbool voor het onderwijs dat de zusters hebben gegeven aan kinderen uit alle bevolkingsgroepen. De vrucht verbeeldt het resultaat hiervan en de palmbladeren het gevoel van de tropen. Het Franciscaanse Tau-kruis onder een witte duif betekenen respectievelijk 'zegen' en 'vrede'. De twee knielende engelen zijn de wachters ter bescherming van de zusters.